# Małgorzata Trzaskalik-Wyrwa
Małgorzata Anna Trzaskalik-Wyrwa (ur. 25 lipca 1978 w Katowicach) – polska organistka, organoznawczyni, konserwatorka-zabytkoznawczyni i wykładowczyni.

## Życiorys
Małgorzata Trzaskalik-Wyrwa kształciła się pod kierunkiem Moniki Dąbrowskiej, Magdaleny Czajki i Juliana Gembalskiego. W okresie szkolnym stypendystka Krajowego Funduszu na rzecz Dzieci. W 2002 ukończyła z wyróżnieniem studia organistyczne na Akademii Muzycznej w Warszawie i uzyskała tytuł magistra sztuki na podstawie wykonanych recitali oraz pracy dyplomowej na temat „Ochrona i konserwacja organów w Polsce – problematyka” (promotor – Jerzy Gołos). Studiowała konserwatorstwo w latach 1999–2004 na Wydziale Sztuk Pięknych Uniwersytetu Mikołaja Kopernika w Toruniu, zakończone egzaminem magisterskim w 2005. W 2011 uzyskała stopień doktora w dziedzinie sztuk muzycznych, dyscyplinie instrumentalistyka, w specjalności gra na organach na podstawie dysertacji poświęconej zagadnieniom kompromisu w wykonawstwie muzycznym i twórczości organowej i kameralnej Josefa Gabriela Rheinbergera. W 2020 na Akademii Muzycznej w Katowicach habilitowała się w dyscyplinie sztuk muzycznych, przedstawiwszy dzieło „Organy miasta Siedlce – płyta CD”.
Od 2000 wykładowczyni organoznawstwa i gry na organach w Diecezjalnym Studium Muzyki Kościelnej w Siedlcach, a od 2004 dyrektorka. Od 2002 pracowniczka Kurii Diecezjalnej Siedleckiej, pełniąc funkcję wizytatorki organistów oraz rzeczoznawczyni do spraw instrumentów organowych. Z ramienia Kurii oraz Wojewódzkich Urzędów Ochrony Zabytków prowadziła nadzory konserwatorskie przy remontach organów. Stypendystka Ministra Kultury w dziedzinie ochrony dóbr kultury (2003 i 2004) w związku z programem katalogowania organów w Diecezji Siedleckiej.
W 2006 została wykładowczynią organoznawstwa i kameralistyki organowej na Uniwersytecie Muzycznym Fryderyka Chopina w Warszawie.
Prezeska Stowarzyszenia Pro Musica Organa. W ramach jego działalności organizuje m.in. Jesienno-zimowe Koncerty Organowe w Katowicach-Brynowie (1999–2013) oraz Międzynarodowe Warsztaty Organowe na Dolnym Śląsku.